# Poecilotraphera honanensis
Poecilotraphera honanensis är en tvåvingeart som beskrevs av Steyskal 1965. Poecilotraphera honanensis ingår i släktet Poecilotraphera och familjen bredmunsflugor. Inga underarter finns listade i Catalogue of Life.